# Johan Anker
Johan Anker (26 de junio de 1870 - 2 de octubre de 1940) fue un regatista y diseñador de yates noruego. Compitió en los Juegos Olímpicos de 1908, 1912 y
1928 en representación de su país. 

## Biografía
Nació en Refne, Berg, municipio de Halden, provincia de Østfold, hijo del comerciante Christian August Anker (1840–1912) y de Christine Charlotte Friis (1848–1899). Era nieto del terrateniente y político Peter Martin Anker, y sobrino del también político Nils Anker y del profesor Herman Anker.
En marzo de 1895 contrajo matrimonio con Julie Frederikke Jacobsen (1872–1962). El hijo de ambos, Christian August Anker, nacido en 1896, fue empresario, y su otro hijo, Erik Anker, nacido en 1903, también se convirtió en regatista y hombre de negocios. El matrimonio se anularía más tarde. En enero de 1910 se casó con su segunda esposa, la reconocida feminista Nini Roll Anker (1873–1942), la cual había estado casada anteriormente con un primo hermano de Johan.

## Carrera profesional
En 1908 acabó cuarto como miembro de la tripulación del barco noruego Fram durante la competición de los Juegos Olímpicos de Londres 1908 en la categoría Vela - 8 metros.
Cuatro años más tarde fue miembro de la tripulación del velero noruego Magda IX, el cual ganó la medalla de oro en la categoría 12 metros durante los Juegos Olímpicos de Estocolmo 1912. Regresó a los Juegos Olímpicos en 1928 para ganar su segunda medalla de oro, esta vez en la categoría de 6 metros. Lo consiguió como tripulante del Norna. En esta ocasión, su hijo también formaba parte del equipo, junto al príncipe Olaf de Noruega (futuro rey Olaf V). Representaban al Real Club de Yate de Noruega. Anker presidió el Real Club de Yate de Noruega entre 1916 y 1919 y entre 1921 y 1925, y fue cofundador de la Federación Nórdica de Regata en 1915.
Anker falleció en octubre de 1940, a los 69 años, y está enterrado junto a su esposa en el Vestre gravlund de Oslo.